# 南渓駅 (両江道)
南渓駅（ナムゲえき）は朝鮮民主主義人民共和国両江道白岩郡に位置する朝鮮民主主義人民共和国鉄道省白頭山青年線の駅である。